# Sepp Reif
Josef „Sepp“ Reif (* 5. September 1937 in München; † 2. März 2023 in Pulheim) war ein deutscher Eishockeyspieler.
Sepp Reif begann seine Eishockey-Karriere beim EC Bad Tölz, mit dem er 1962 Deutscher Meister wurde. 1964 wechselte er gemeinsam mit Otto Schneitberger zur Mannschaft der Düsseldorfer DEG, da sich die beiden Spieler dort bessere berufliche Perspektiven erhofften. Dieser Wechsel sorgte für großes Aufsehen, da zum ersten Mal Eishockey-Stars aus Bayern in den Norden wechselten und dies von ihrem Heimatverein als „Verrat“ empfunden wurde. Die beiden Spieler bekamen zunächst keine Freigabe vom EC Bad Tölz und wurden für 18 Monate gesperrt.
Reif spielte zehn Jahre für die DEG und gehörte gemeinsam mit Schneitberger zu den Leistungsträgern. Insgesamt bestritt er 432 Erstliga-Spiele und erzielte 245 Treffer. Die Erfolge der Mannschaft entfachten in Düsseldorf eine regelrechte Eishockey-Euphorie. 1967, 1972 und 1975 wurde die DEG mit Reif in ihren Reihen Deutscher Meister.
Dreimal spielte Sepp Reif auch bei Olympischen Spielen für die deutsche Nationalmannschaft, 1960 belegte das Team Platz sechs, 1964 und 1968 jeweils den siebten Platz. Insgesamt spielte er 82-mal in der Nationalmannschaft und erzielte 22 Tore.
Sepp Reif wurde mit der Aufnahme in das „Eishockeymuseum“, der Hall of Fame des deutschen Eishockeys, geehrt. Er starb am 2. März 2023 in Pulheim bei Köln im Alter von 85 Jahren.